# 기타12조역
기타12조역(일본어: 北12条駅, きたじゅうにじょうえき)은 일본 홋카이도 삿포로시 기타구에 위치한 삿포로 시영 지하철의 역이다.

## 역 구조
지하 1층에 2면 2선의 상대식 승강장이 있고 서쪽(아사부 방면)에 2곳, 동쪽(마코마나이 방면)에 1개의 개찰구가 있다. 대합실은 없고 아사부 방면 남쪽 이외의 개찰구는 지상과 승강장의 중간 깊이에 있다. 승강장 사이 연결통로가 선로 아래로 지나고 있다.
출입구는 2곳이 있고 지상으로 연결되는 엘리베이터는 1번 출입구에 설치되어 있다.
코인 락커・AED・화장실은 모두 1번 승강장 쪽에 설치되어 있고 일반 화장실은 개찰구 안쪽에, 장애인 대응 화장실은 개찰구 바깥에 있다.

### 타는 곳
| 1 | 난보쿠 선 | 삿포로・오도리・마코마나이 방면 |
| 2 | 난보쿠 선 | 기타24조・아사부 방면           |

## 이용 현황
삿포로 시 교통국의 조사에 따르면 2015년도 1일 평균 승차 인원은 4,774명이다. 이는 난보쿠 선에서는 지에이타이마에 역에 이어 두 번째로 적다.
최근 1일 평균 승차 인원의 추이는 다음과 같다.
| 연도 | 1일 평균 승차 인원 |
| ---- | ------------------ |
| 2009 | 4,555              |
| 2010 | 4,596              |
| 2011 | 4,520              |
| 2012 | 4,614              |
| 2013 | 4,741              |
| 2014 | 4,737              |
| 2015 | 4,774              |

## 역 주변
홋카이도 대학의 가장 가까운 역 중 하나로 학생들의 음식점과 헌책 가게 등이 많이 입지하여 있다. 또한, 삿포로 역 도보 거리라는 입지에 위치하고 있으므로 업무 빌딩이나 집합 주택이 늘어선 시가지로서의 측면도 가진 집세도 삿포로 시내의 수준과 비교하면 약간 높다. 역의 승하차 인원은 적지만, 역 주변의 왕래는 많다.
홋카이도 대학은 본 역에서 서쪽으로 100m 정도 거리에 있고 본 역에서 동쪽으로 약 400m 지점에서 소세이강(소우세이강)이 흐른다. 소우세이강보다 동쪽으로는 사람의 왕래가 적어진다.
- 홋카이도 대학 삿포로 캠퍼스
  - 홋카이도 대학 병원
- 국도 제5호선
- 히가시 경찰서 기타추오 파출소
- 삿포로 기타12조 우체국
- 삿포로키타다이 병원 앞 우체국

## 역사
- 1971년 12월 16일: 기타24조 ~ 마코마나이 역간 연장 개통에 따라 영업 개시.
- 2009년 4월 1일: 엘리베이터 공용 개시.
- 2012년 9월 13일: 스크린도어 사용 개시[1].

## 사진

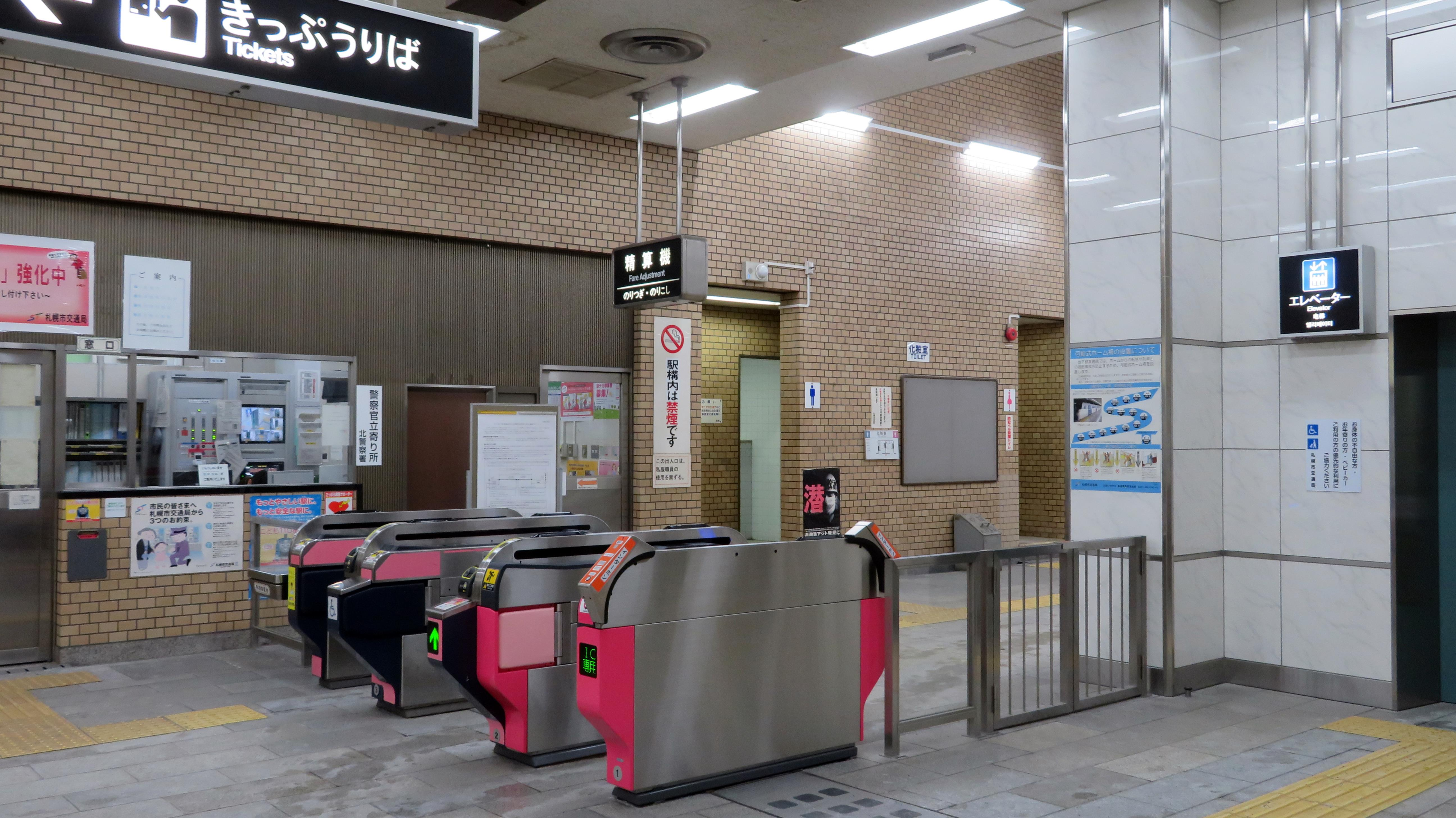
개찰구
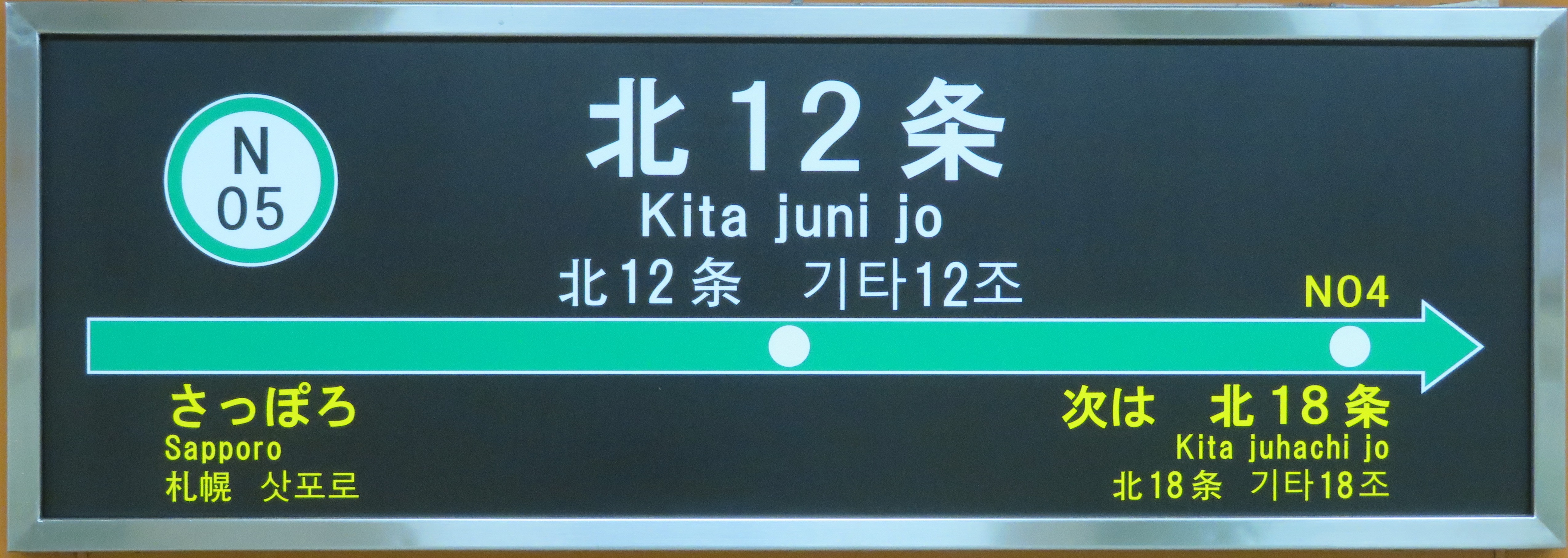
역명판

## 인접역
| 삿포로 시 교통국 지하철 난보쿠 선 | 삿포로 시 교통국 지하철 난보쿠 선 | 삿포로 시 교통국 지하철 난보쿠 선 |
| --------------------------------- | --------------------------------- | --------------------------------- |
| N04 기타18조 아사부 방면          | ● 난보쿠 선                       | N06 삿포로 마코마나이 방면        |